# 山崎晴恵
山﨑 晴恵（やまさき はるえ、1970年〈昭和45年〉1月29日 - ）は、日本の政治家、弁護士。元兵庫県宝塚市長（1期）。

## 来歴
岡山県岡山市出身。父親は報道記者。中学校と高校はテニス部に所属。河合隼雄の著書に感銘を受け、河合の教え子が教鞭をとる神戸女学院大学総合文化学科を受験し入学。大学卒業後、東京海上日動火災保険に勤務。認定心理士と産業カウンセラーの資格を取得。産業カウンセラーとして独立開業。京都大学大学院法学研究科修了。参議院議員秘書を務めた。神戸大学大学院法学研究科修了。弁護士資格を取得。
2015年（平成27年）1月から明石市の任期付弁護士職員として、家庭内暴力の相談などに応じた。宝塚市武庫川町に宝塚ソフィア法律事務所を開設。
2020年（令和2年）2月頃、宝塚市長の中川智子と知り合い、同年4月頃、中川の後援会から、後継者として市長選の出馬要請を受ける。同年12月8日、中川は任期満了に伴う翌年4月の市長選挙に立候補せず政界から引退する意向を表明。12月10日、山崎は宝塚市長選挙に立候補する意向を表明した。
2021年（令和3年）3月19日、日本維新の会所属の門隆志県議も宝塚市長選挙に立候補する意向を表明。同年3月29日には兵庫維新の会が、7月の兵庫県知事選挙に向け、大阪府財政課長の斎藤元彦に立候補を要請したことが明らかとなり、日本維新の会代表の松井一郎大阪市長も斎藤に推薦を出す方針を明らかにした。日本維新の会は門を公認候補とし、宝塚市長選を知事選の「前哨戦」と位置付け、総力戦を展開した。
同年4月11日に行われた宝塚市長選挙に山崎は立憲民主党、日本共産党、社民党の支援を受け立候補。維新公認の門、自民党の推薦を受けた元県議の森脇保仁ら3候補を破り、初当選した。4月19日、市長就任。
※当日有権者数：190,895人 最終投票率：42.65%（前回比：3.52pts）
| 候補者名 | 年齢 | 所属党派     | 新旧別 | 得票数   | 得票率 | 推薦・支持         |
| -------- | ---- | ------------ | ------ | -------- | ------ | ------------------ |
| 山崎晴恵 | 51   | 無所属       | 新     | 28,885票 | 35.81% |                    |
| 門隆志   | 54   | 日本維新の会 | 新     | 27,242票 | 33.78% |                    |
| 森脇保仁 | 68   | 無所属       | 新     | 16,880票 | 20.93% | （推薦）自由民主党 |
| 末永弥生 | 54   | 無所属       | 新     | 7,650票  | 9.48%  |                    |

2025年（令和5年）1月29日、「余力のあるうちに次の人にバトンタッチした方がよいと考え、最近になって身を引くことを決断した」として、任期満了に伴う4月13日投開票の宝塚市長選挙に立候補しない意向を表明した。後継指名はしなかった。